# T中間子
T中間子(T meson)は、トップクォークと、反アップクォーク(T0)、反ダウンクォーク(T+)、反ストレンジクォーク(T+s)、反チャームクォーク(T0c)のそれぞれから構成される仮説上の中間子である。トップクォークの短い寿命のせいで、T中間子は自然中では発見できないと考えられている。トップクォークと反トップクォークの結合はT中間子ではなく、クォーコニウムの1つ（トッポニウム）である。それぞれのT中間子には、反トップクォークとそれぞれのクォークで構成された反粒子が存在する。